# Michael Adey
Michael Adey es un deportista australiano que compitió en taekwondo. Ganó una medalla en el Campeonato Mundial de Taekwondo de 1975 y dos medallas en el Campeonato Asiático de Taekwondo, en los años 1976 y 1978.

## Palmarés internacional
| Campeonato Mundial  | Campeonato Mundial      | Campeonato Mundial | Campeonato Mundial |
| Año                 | Lugar                   | Medalla            | Categoría          |
| ------------------- | ----------------------- | ------------------ | ------------------ |
| 1975                | Seúl (Corea del Sur)    | Medalla de plata   | –68 kg             |
| Campeonato Asiático |                         |                    |                    |
| Año                 | Lugar                   | Medalla            | Categoría          |
| 1976                | Melbourne (Australia)   | Medalla de plata   | –68 kg             |
| 1978                | Hong Kong (Reino Unido) | Medalla de bronce  | –68 kg             |